# Leonard Skierski
 (mai 2020).
Si vous disposez d'ouvrages ou d'articles de référence ou si vous connaissez des sites web de qualité traitant du thème abordé ici, merci de compléter l'article en donnant les références utiles à sa vérifiabilité et en les liant à la section « Notes et références ».
Leonard Skierski (né le 26 avril 1866 à Stopnica en Pologne et décédé en printemps 1940 à Kharkiv en Ukraine) est jusqu'à 1917 général de l'armée de l'empire russe, puis dans l'armée polonaise, victime du massacre de Katyń.